# Restia
Restia es un despoblado que actualmente forma parte del concejo de Amárita, que está situado en el municipio de Vitoria, en la provincia de Álava, País Vasco (España).

## Toponimia
A lo largo de los siglos ha sido conocido con los nombres de Arrestia, Errasti, Errestia, Herreztia, Reztia y Urrestia.

## Historia
Documentado desde 1025 (Reja de San Millán), se desconoce cuándo se despobló.
Actualmente sus tierras son conocidas con el topónimo de Urrestia.